# Samodzielny batalion 179 pułku piechoty
Samodzielny batalion piechoty 179 pułku piechoty 60 Dywizji Piechoty „Kobryń” (sbp 179 pp) – pododdział piechoty Wojska Polskiego, improwizowany w trakcie kampanii wrześniowej.
Batalion walczył w kampanii wrześniowej na szlaku bojowym Grupy/Dywizji „Kobryń”, 60 Dywizji Piechoty, Samodzielnej Grupy Operacyjnej „Polesie”. W dokumentach sztabowych z działań we wrześniu i październiku 1939 roku posługiwano się numeracją samodzielny batalion 79 pp II rzutu mobilizacyjnego. W relacjach i wspomnieniach posługiwano się nazewnictwem 79 i 179 pułk piechoty. W okresie powojennym przyjęto nazwę 179 pułk piechoty.

## Formowanie batalionu
W związku z mobilizacją alarmową zarządzoną 23 marca 1939 roku i wyjazdem macierzystego 79 pułku piechoty w północne rejony kraju, w garnizonie Słonim pozostali rekruci wcieleni w marcu oraz niezbędna kadra do szkolenia. Ponadto pozostały drobne pododdziały starszego rocznika do pełnienia służby wartowniczej i obsługi instytucji garnizonowych oraz pozostałości kadry i rezerwistów. Z chwilą ogłoszenia mobilizacji powszechnej z żołnierzy młodego rocznika i przybywających rezerwistów w Słonimie rozpoczęto organizację Ośrodka Zapasowego 20 Dywizji Piechoty pod dowództwem płk. Adama Eplera. Ze względu na zagrożenie wtargnięcia niemieckiego XIX Korpusu Armijnego w okolice Brześcia dowódca IX OK gen. bryg. F. Kleeberg wydał 9 września 1939 r. rozkaz podległym dowódcom ośrodków zapasowych sformowania jednostek bojowych i stworzenia zapory na linii Brześć-Pińsk. Od 8 września w OZ 20 DP rozpoczęto formowanie spośród rezerwistów OZN 79 pp dowództwa batalionu, plutonu łączności, kompanii strzeleckiej i dwóch plutonów ckm, a z OZN 80 pp dwóch kompanii strzeleckich i dwóch plutonów ckm i plutonu br. tow. Sformowany batalion pod dowództwem mjr. Michała Bartuli posiadał wyposażenie, oporządzenie i uzbrojenie zbliżone do regularnych batalionów piechoty z wyjątkiem hełmów. 9 września w godzinach wieczornych został załadowany do transportu kolejowego i przewieziony przez Baranowicze, a następnie wyładowany w miejscowości Orańczyce.

## Działania bojowe samodzielnego batalionu 179 pułku piechoty
Po odpoczynku na stacji wyładowczej, nocą 10/11 września 1939 roku batalion podjął marsz nad ranem osiągnął Kanał Królewski i w rejonie Kamienia Szlacheckiego promem przeprawiony został na południowy brzeg kanału. Na południowym brzegu batalion objął obronę linii kanału na odcinku kilku kilometrów. 13 września wszedł w skład Dywizji „Kobryń” dowodzonej przez płk A. Eplera. Patrolował przedpole kanału, aż do szosy Brześć-Kobryń. Podczas walk o Kobryń z niemiecką 2 DP Zmot. batalion ubezpieczał początkowo północne skrzydło dywizji, a od 16 września stanowił osłonę południowego skrzydła dywizji obok zbierającego się po wypadzie I/184 pp. 17 września batalion pomaszerował wraz z całą Dywizją "Kobryń" do miejscowości Dywin. W trakcie dalszego marszu poprzez Polesie i Wołyń batalion walczył z atakującymi bandami komunistycznymi i ukraińskich nacjonalistów w miejscowościach Piaseczno i Ratno 21 i 22 września. W rejonie miejscowości Wyżwa Wielka 22 września na torach kolejowych kompania ckm i br.t batalionu ostrzelała ogniem moździerzy i ckm sowiecki improwizowany pociąg pancerny, zmuszając go do odwrotu i zadając straty jego załodze. Następnie przez Krymno, Szack i Piszczę batalion w dniu 27 września przekroczył Bug po moście pontonowym w pobliżu Włodawy. 28 września batalion wypoczywał we wsi Suchawie, a 29 września batalion w trakcie marszu w okolicach Parczewa był atakowany przez lotnictwo sowieckie. 30 września na skraju lasów w rejonie wsi Milanów batalion wsparty dywizyjną kompanią ckm i wzmocnioną kompanią II batalionu 183 pp odparł natarcie piechoty sowieckiej wspartej artylerią. W walce stracił kilku poległych i rannych, zdobył 60 jeńców, zdobył 1 działo ppanc 45 mm, 9 ckm i 7 rkm, broń strzelecką, amunicję itp. Straty nieprzyjaciela to kilkudziesięciu poległych. 1 października batalion zajął obronę i zabezpieczał przemarsz 60 DP „Kobryń”. Następnie 2 października dotarł do lasów w rejonie Adamowa pod Hordzieżką, gdzie odpoczywa i zajmuje obronę. Nocą 4/5 października batalion dociera do rejonu wsi Lipiny. Od godz. 9.00 5 października samodzielny batalion 179 pp wraz ze 182 pp i I/184 pp prowadzi natarcie ze skraju lasów w kierunku zachodniej części Woli Gułowskiej. W trakcie prowadzonego natarcia po wyjściu ze stanowisk wyjściowych został obłożony nawałami ogniowymi artylerii niemieckiej. Poniósł znaczne straty osobowe. W trakcie dalszego natarcia w ogniu artylerii i broni maszynowej dotarł i zdobył kościół i cmentarz w Woli Gułowskiej zajął jego zachodnią część, odparł niemiecki kontratak. Poniósł wielkie straty w zabitych i rannych sięgające ponad 50% stanu osobowych. Poległ dowódca batalionu i adiutant batalionu, polegli bądź zostali ranni prawie wszyscy dowódcy kompanii, większość dowódców plutonów, stracono wiele broni. W godzinach wieczornych resztki batalionu zostały wycofane do lasu w pobliżu Hordzieżki. Zbierające się resztki batalionu przez noc 5/6 października były ostrzeliwane ogniem nękającym przez niemiecką artylerię. 6 października większość żołnierzy zakopała ckm i rkm, pozostałą broń złożyła w Woli Gułowskiej i poszła do niewoli.

## Żołnierze samodzielnego batalionu 179 pp
- dowódca batalionu - mjr Michał Bartula[8](do +5 X 1939)
- adiutant batalionu - por. rez. Tytus Wilski (do +5 X 1939)
- dowódca plutonu łączności - ppor. Henryk Kryska
- dowódca plutonu zwiadowców konnych - ppor. Zygmunt Waleszyński (do +5 X 1939), ppor. rez. Wiśniewski
- dowódca 1 kompanii strzeleckiej - kpt. Paweł Wacławowicz (do r. 5 X 1939)
- dowódca 2 kompanii strzeleckiej - por. rez. Zygmunt Liciński (do r. 21 IX 1939), ppor. Józef Podgóreczny
- dowódca 3 kompanii strzeleckiej - por. rez. Władysław Smoleński (do +5 X 1939)
- dowódca kompanii ckm - por. rez. Józef Skarbek-Kruszewski (do r. 5 X 1939), por. Adam Fall

przydzielona do batalionu 3 X 1939 r
- dowódca 4 kompanii marynarskiej - ppor. rez. mar. Bohdan Korsak (do r. 5 X 1939)[9]